# Bilopillský rajón
Bilopillský rajón (ukrajinsky Білопільський район) byl rajón v Sumské oblasti na Ukrajině. Hlavním městem byla Bilopillja a rajón měl přibližně 50 tisíc obyvatel. 

## Sídla v rajónu
- Bilopillja
- Mykolajivka
- Vorožba
- Uljanivka